# Xanthorhoe robinsoni
Xanthorhoe robinsoni là một loài bướm đêm trong họ Geometridae.